# Alojz Peterle
Alojz Peterle, dit Lojze, né le 5 juillet 1948 à Čužnja vas, est un homme d'État slovène, membre de la Nouvelle Slovénie - Parti populaire chrétien (NSi-KLS).
Fondateur du parti chrétien-démocrate (SKD) en 1990, il est le premier président du gouvernement de la Slovénie indépendante entre 1990 et 1992. Il est ensuite ministre des Affaires étrangères dans une coalition gouvernementale avec le libéral-démocrate (LDS) Janez Drnovšek à partir de 1993, mais démissionne l'année suivante du fait de tensions entre la LDS et le SKD. Il retrouve la direction de la diplomatie en 2000 dans le gouvernement de centre droit d'Andrej Bajuk, qui ne dure que quelques mois. Il est député européen de 2004 à 2019, il se présente à l'élection présidentielle slovène de 2007, où il est très largement battu au second tour par le candidat social-démocrate Danilo Türk.

## Biographie
Lojze Peterle est né dans une famille paysanne de la Basse-Carniole, dans le village de Čužnja vas près de Trebnje. Il fréquente la Gimnazija Novo mesto. En 1967, il s'inscrit à l'université de Ljubljana, où il étudie l'histoire et la géographie, puis les sciences économiques. Au cours de ses années d'étudiant, il commence à collaborer avec les chrétiens de gauche, cercle intellectuel autour de la revue 2000 Revija.
Au cours des années 1980, il travaille à l'Institut d'urbanisme de la République socialiste de Slovénie, avant d'être impliqué, pendant cette même période, dans plusieurs projets de coopération trans-régionale, dans le réseau Alpe-Adria.

## Leader des démocrates-chrétiens (1990 - 2000)

### Président du gouvernement (1990 - 1992)
En 1990, il fonde et prend la présidence des Chrétiens-démocrates slovènes (SKD), puis arrive au pouvoir au mois de mai, à la suite des législatives d'avril remportées par la coalition DEMOS. Il déclare l'indépendance du pays en 1991, à la suite d'un vote de l'Assemblée nationale slovène, lui-même en conformité avec le référendum de décembre 1990. Sa coalition gouvernementale finit par éclater en mai 1992 et il est contraint de céder sa place à Janez Drnovšek, chef de file de la Démocratie libérale slovène (LDS).

### Ministre des Affaires étrangères (1993 - 1994)
Aux élections législatives du 6 décembre suivant, les SKD se classent deuxième derrière la LDS avec 14,5 % des voix et 15 députés sur 88. Le parti forme alors une coalition gouvernementale avec les libéraux-démocrates, la Liste unifiée des sociaux-démocrates (ZLSD) et le Parti social-démocrate de Slovénie (SDSS), dirigée par Janez Drnovšek, et Lojze Peterle est nommé ministre des Affaires étrangères le 25 janvier 1993. Il démissionne cependant le 31 octobre 1994, lorsque le Drnovšek choisit Jožef Školč pour occuper la présidence de l'Assemblée nationale.
En 1996, il appelle à la destitution du ministre des Affaires étrangères Zoran Thaler, convaincu qu'il n'en a pas fait assez pour améliorer les relations avec l'Italie.

### Opposition, et bref retour au pouvoir (1996 - 2000)
Lors des élections législatives du 10 novembre 1996, les chrétiens-démocrates subissent un lourd revers avec à peine 9 % des suffrages et 10 députés. Critiqués par le Parti social-démocrate de Slovénie et le Parti populaire slovène (SLS), qui est resté dans l'opposition et critique ce qu'ils ont appelé une « coalition sans principes entre la démocratie chrétienne et les ex-communistes », les SKD choisissent de rejoindre eux aussi l'opposition. Le leadership de Peterle est remis en question, mais il continue à diriger le parti jusqu'à sa fusion avec le Parti populaire slovène, désormais au pouvoir, en 2000.
C'est à cette occasion qu'il redevient ministre des Affaires étrangères, grâce à une alliance de centre droit conduite par Andrej Bajuk, le 7 juin. Du fait d'un désaccord sur la législation électorale, Peterle quitte le Parti populaire slovène peu de temps après son union avec les chrétiens-démocrates et rejoint le nouveau parti Nouvelle Slovénie-Parti populaire chrétien (NSi-KLS). La coalition est cependant défaite aux élections législatives du 15 octobre.

## Député européen
Lors des élections européennes de 2004, il est élu député européen sur la liste de la NSi-KLS, puis intègre le groupe du Parti populaire européen (PPE). Il est élu vice-président du Parti populaire européen en mars 2006 pour un mandat de trois ans, après la guérison d'un cancer en avril 2003. Il est réélu député européen en 2009 et 2014. Mais il n’est pas réélu lors des élections de 2019.

### Candidat à la présidentielle de 2007
En novembre 2006, il annonce sa candidature à l'élection présidentielle slovène prévue fin 2007. Soutenu par le Parti démocratique slovène (SDS), NSi-KLS et le Parti populaire slovène (SLS), il est considéré comme le favori des deux tours de scrutin. Au soir du premier tour, le 21 octobre il ne recueille toutefois que 28,5 % des voix, très en dessous de ce que les sondages avaient prévu, contre 24,6 % à son adversaire, Danilo Türk, qui l'écrase lors du second tour, le 11 novembre, avec 68,26 % des suffrages.